# 瓦尔当皮埃尔
瓦尔当皮埃尔（法語：Valdampierre，法語發音：[valdɑ̃pjɛʁ]）是法国瓦兹省的一个市镇，属于博韦区。

## 地理
瓦尔当皮埃尔（49°18'11"N, 2°3'8"E）面积8.67 平方千米，位于法国上法蘭西大區瓦兹省，该省份为法国北部内陆省份，北起索姆省，西接厄尔省和滨海塞纳省，南至塞纳-马恩省和瓦兹河谷省，东临埃纳省。
与瓦尔当皮埃尔接壤的市镇（或旧市镇、城区）包括：欧特伊、博蒙莱诺南、普伊、莱欧塔利康、拉德雷讷。

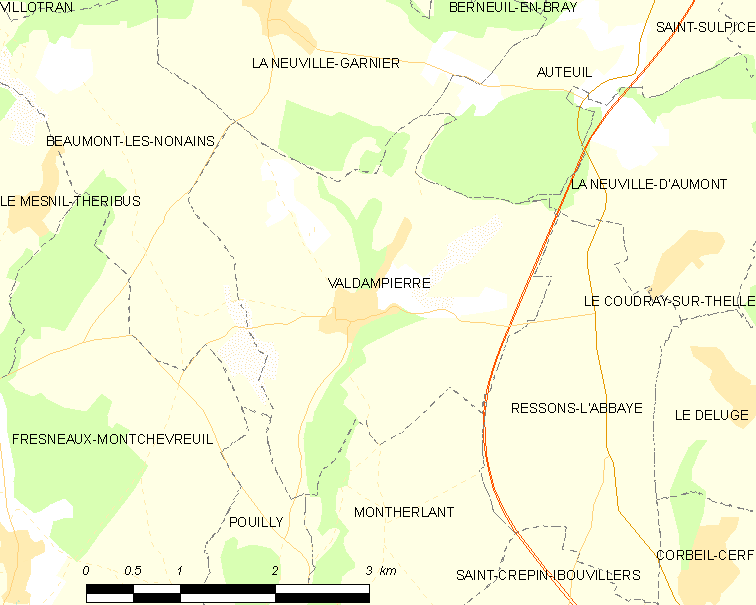
瓦尔当皮埃尔的OSM定位图

瓦尔当皮埃尔的时区为UTC+01:00、UTC+02:00（夏令时）。

## 行政
瓦尔当皮埃尔的邮政编码为60790，INSEE市镇编码为60652。

## 政治
瓦尔当皮埃尔所属的省级选区为韦克桑地区肖蒙县。

## 人口

1962-2008年间瓦尔当皮埃尔人口变化图示

瓦尔当皮埃尔于2022年1月1日时的人口数量为921人。